# Circuit international d'Alger
Le Circuit international d'Alger, (anciennement Circuit d'Alger), est une course cycliste sur route masculine algérienne. Créé en 2011, il est disputé juste après la fin du Tour d'Algérie. Cette course fait partie depuis sa création de l'UCI Africa Tour, en catégorie 1.2.
La première édition est disputée sur 74 kilomètres (10 tours), le départ et l'arrivée étant à la Place du 1er mai, en passant par la Rue Asselah Hocine. La deuxième édition est disputée sur 105 kilomètres (10 tours), le départ et l'arrivée étant au Palais de la Culture Moufdi Zakaria .

## Palmarès
| Année                         | Vainqueur           | Deuxième                | Troisième         |
| ----------------------------- | ------------------- | ----------------------- | ----------------- |
| Circuit d'Alger               |                     |                         |                   |
| 2011                          | Azzedine Lagab      | Adil Jelloul            | Redouane Chabaane |
| 2012                          | Ioánnis Tamourídis  | Aron Debretsion         | Ismaïl Ayoune     |
| 2013                          | Martin Pedersen     | Azzedine Lagab          | Dale Appleby      |
| Circuit international d'Alger |                     |                         |                   |
| 2014                          | Azzedine Lagab      | Ying Hon Yeung          | Miyataka Shimizu  |
| 2015                          | Hichem Chaabane     | Salaheddine Mraouni     | Mekseb Debesay    |
| 2016                          | Jesús Alberto Rubio | Abderrahmane Bechlaghem | Luca Wackermann   |

## Classement général du Circuit d'Alger 2013
| Classement général | Classement général   | Classement général | Classement général             | Classement général |
|                    | Coureur              | Pays               | Équipe                         | Temps              |
| ------------------ | -------------------- | ------------------ | ------------------------------ | ------------------ |
| 1er                | Martin Pedersen      | Danemark           | Christina Watches              | en 2 h 48 min 3 s  |
| 2e                 | Azzedine Lagab       | Algérie            | GS Pétroliers                  | + 3 s              |
| 3e                 | Dale Appleby         | Royaume-Uni        | Metaltek Knights of Old Racing | + 4 s              |
| 4e                 | Constantino Zaballa  | Espagne            | Christina Watches              | + 4 s              |
| 5e                 | Mustafa Sayar        | Turquie            | Konya Torku Şekerspor          | + 5 s              |
| 6e                 | Adil Barbari         | Algérie            | Vélo Club Sovac                | + 5 s              |
| 7e                 | Peter Van Dijk       | Pays-Bas           | SP Tableware                   | + 5 s              |
| 8e                 | Hichem Chaabane      | Algérie            | Vélo Club Sovac                | + 8 s              |
| 9e                 | Ismaïl Ayoune        | Maroc              | Équipe du Maroc                | + 8 s              |
| 10e                | Abdelbasset Hannachi | Algérie            | GS Pétroliers                  | + 22 s             |
| modifier           |                      |                    |                                |                    |

## Classement général du Circuit international d'Alger 2014
| Classement général | Classement général     | Classement général | Classement général   | Classement général |
|                    | Coureur                | Pays               | Équipe               | Temps              |
| ------------------ | ---------------------- | ------------------ | -------------------- | ------------------ |
| 1er                | Azzedine Lagab         | Algérie            | GS Pétroliers        | en 2 h 45 min 5 s  |
| 2e                 | Ying Hon Yeung         | Hong Kong          | OCBC Singapore       | + 0 s              |
| 3e                 | Miyataka Shimizu       | Japon              | Bridgestone Anchor   | + 0 s              |
| 4e                 | Amanuel Gebrezgabihier | Érythrée           | Équipe d'Érythrée    | + 2 s              |
| 5e                 | Thomas Lebas           | France             | Bridgestone Anchor   | + 15 s             |
| 6e                 | Adil Barbari           | Algérie            | Vélo Club Sovac      | + 1 min 55 s       |
| 7e                 | Valens Ndayisenga      | Rwanda             | Équipe du Rwanda     | + 1 min 58 s       |
| 8e                 | Hichem Chaabane        | Algérie            | Olympique Tour Aglo3 | + 3 min 7 s        |
| 9e                 | Denis Zhujkov          | Russie             | 21                   | + 3 min 11 s       |
| 10e                | Abderrahmane Hamza     | Algérie            | Vélo Club Sovac      | + 5 min 55 s       |
| modifier           |                        |                    |                      |                    |